# Ricart (empresa)
Ricart fou una marca catalana d'automòbils, fabricats per l'empresa S.A. Motores y Automóviles Ricart a Barcelona entre 1926 i 1928. L'empresa fou fundada per l'enginyer Vilfred Ricart un cop dissolta la seva anterior societat amb Paco Pérez de Olaguer, amb qui havia fabricat els Ricart y Pérez des de 1920.
Ricart es dedicà principalment a la creació d'automòbils de sis cilindres, doble arbre de lleves en cap i 1.500 cc d'altes prestacions. Un d'aquests models, pilotat per Artur Gastón, guanyà la seva categoria a la Pujada a la Rabassada de 1926, amb el mateix temps que el Bugatti d'André de Vizcaya. Els primers cotxes Ricart es presentaren al Saló de l'Automòbil de París de 1927, guarnits amb carrosseria de luxe, i hi obtingueren la menció d'honor.
El 1928, però, la delicada situació de l'empresa va fer que Ricart s'associés amb Felipe Batlló, propietari de la marca d'automòbils España, i ambdós es fusionessin tot creant Ricart-España. Prèviament hi havia hagut l'anomenada "operació APTA" (Asociación Productora y Técnica del Automóvil), una maniobra per a unir les marques Elizalde, Ricart i España, però finalment Elizalde se'n retirà.